# Galenia collina
Galenia collina är en isörtsväxtart som först beskrevs av Christian Friedrich Frederik Ecklon och Zeyh., och fick sitt nu gällande namn av Wilhelm Gerhard Walpers. Galenia collina ingår i släktet galenior, och familjen isörtsväxter. Inga underarter finns listade i Catalogue of Life.